# خداحافظ زیبایی
خداحافظ زیبایی نام نمایش‌نامه‌ای از فرانسوا ارشامبو است. 

## خلاصه نمایش‌نامه
ارشامبو در نمایشنامه «خداحافظ زیبایی» از گروگانگیری زنی توسط یک زن و مرد تبهکار نوشته است.
نویسنده بخش اول را که مقدمه متن نمایش‌نامه است بخش صفر نامیده است.

## سبک ارشامبو در این نمایش‌نامه
در چند بخش از این نمایش‌نامه شخصیت‌ها با مخاطبان به‌طور مستقیم وارد صحبت می‌شوند. این شگرد نویسنده تازگی ندارد و قبلاً دیگر نمایش‌نامه‌نویسان نیز از این روش در نمایش‌نامه‌های خود استفاده کرده‌اند.
طنزی که در دیالوگ‌ها به کار رفته باعث کاهش اثر وحشت‌زایی صحنه‌ها شده و به همین دلیل ژانر این نمایش‌نامه کمدی وحشت است.

## منبع
- Adieu Beauté, François Archambault, Duchesne Editeur, 2001, Montréal